# 41 Весов
41 Весов (лат. 41 Librae, HD 139446) — двойная звезда в созвездии Весов на расстоянии приблизительно 287 световых лет (около 88 парсеков) от Солнца. Видимая звёздная величина звезды — +5,359m.

## Характеристики
Первый компонент — жёлтый гигант или субгигант спектрального класса G8III/IV. Радиус — около 9,69 солнечных, светимость — около 70,46 солнечных. Эффективная температура — около 5065 К.